# Псоглав
Псоглав је демон из српске митологије. Веровање у ова створења је било распрострањено у неким деловима Босне и у Црној Гори. Ово биће је описивано као химера са људским телом, коњским ногама и псећом главом. Имало је гвоздене зубе и једно око, попут грчких киклопа. Приповедало се да живе у кавезима или у црној земљи која обилује драгим камењем, али где нема Сунца. Прождирали су људе, а чак су откопавали и гробове како би се хранили њиховим лешевима.